# Carlos Martínez Alonso
Carlos Martínez Alonso (Villasimpliz de Gordón, La Pola de Gordón, León, 9 de enero de 1950) es un inmunólogo español.

## Biografía
En 1974 se licenció en ciencias químicas por la Universidad Complutense de Madrid, de la cual se doctoró cuatro años más tarde. Ha sido presidente de la European Molecular Biology Conference, y vicepresidente del Consejo del Laboratorio Europeo de Biología Molecular en Heidelberg, es así mismo miembro de las más prestigiosas sociedades científicas, del Comité Editorial de varias revistas internacionales y autor de más de 400 publicaciones en prestigiosas revistas internacionales.
En 1992 dio un paso muy importante en la financiación del departamento de investigación biomédica, siendo su director, firmó un acuerdo con una multinacional farmacéutica y que supuso una nueva forma de hacer y financiar ciencia de calidad en el CSIC. Fue uno de los científicos españoles de primera línea que elaboró el Pacto de Estado por la Ciencia.
En el 2004 fue nombrado presidente del Consejo Superior de Investigaciones Científicas, un ente que reúne a 120 centros, 2.500 investigadores en plantilla y con un presupuesto que supera los 700 millones de euros. En abril de 2008 abandona este último puesto para ocupar el puesto de Secretario de Estado de Investigación en el recién creado Ministerio de Ciencia e Innovación, siendo sustituido por el astrofísico Rafael Rodrigo Montero. Fue cesado como Secretario de Estado de Investigación el 4 de diciembre de 2009. La vicepresidenta María Teresa Fernández de la Vega anunció ese mismo día en la rueda de prensa posterior al Consejo de Ministros que le sustituiría en el cargo Felipe Pétriz, hasta ese día director general de Universidades del Ministerio de Educación.

## Trabajos
- 1979 Adjunto de Inmunología en el Dpto. de Inmunología de la Clínica Puerta de Hierro, de Madrid.
- Instituto de Inmunología de Basilea (Suiza).
- Profesor asociado de inmunología en la Universidad de Umea (Suecia).
- 1986 Profesor de Investigación en el Centro Nacional de Biotecnología del CSIC
- 1996 Director del Departamento de Inmunología y Oncología del CNB.
- 2004 Presidente del Consejo Superior de Investigaciones Científicas. (CSIC)
- 2008 Secretario de Estado de Investigación.

### Comités
- Comité Científico de la OTAN para el estudio de Cell-to-Cell Signals.
- Comité Científico de la Organización Human Frontiers, del Consejo Científico de la Organización Europea de Biología Molecular.
- Comité Rector del Programa e-BioSci para la creación de un espacio electrónico europeo de Biomedicina.

### Presidencias
Presidente de la Conferencia Europea de Biología Molecular (EMBC) y Vicepresidente del Consejo Científico del Laboratorio Europeo de Biología Molecular (EMBL), con sede en Heidelberg, Alemania.

## Investigaciones
Últimamente trabaja en la identificación de nuevas dianas terapéuticas en los procesos inflamatorios utilizando las quimioquinas como modelo y en la caracterización de las señales implicadas en la activación del programa apoptótico para identificar nuevas herramientas útiles en el tratamiento de las neoplasias.

## Honores y premios
- Premios de la Real Academia de Ciencias Exactas, Físicas y Naturales
- 2001: Premio DuPont de la Ciencia.
- 2003: Premio Junta de Castilla y León de Investigación Científica y Técnica
- 2004: Premio Fundación Lilly de Investigación Preclínica
- Premio Rey Jaime I de Investigación Científica
- Premio de la Fundación Carmen y Severo Ochoa
- 2005:Doctor ''honoris causa'' por la Universidad de León
- 2006: Doctor honoris causa por la Universidad de Alcalá.
- 2014: Premio México de Ciencia y Tecnología

## Artículos en revistas
La base del desarrollo | Contrastes: Revista cultural, ISSN 1139-5680, N.º. 44, 2006.

Nanobiotecnología: avances diagnósticos y terapéuticos | Revista madri+d, N.º. 35, 2006

La colaboración entre los sectores público y privado en biomedicina | Quark: Ciencia, medicina, comunicación y cultura, ISSN 1135-8521, N.º 22-23, 2001‑2002